# Team Dignitas
Dignitas (ehemals Team Dignitas) ist ein internationaler E-Sport-Clan, dessen Hauptsitz in Großbritannien liegt.
Gegründet wurde der Clan am 9. September 2003 als ein Zusammenschluss aus den Battlefield-1942-Clans Legion Condor und Sweden Kompanix. Somit war er zunächst ein reiner Battlefield-Clan. Nach und nach wurden weitere Teams hinzugefügt, im Juli 2004 wurde Team Dignitas als Limited Company registriert. Managing Director und somit Hauptverantwortlicher des Clans war Michael „ODEE“ O’Dell. Anders als andere große Clans hat sich Team Dignitas darauf spezialisiert, auch vermeintlich kleinere E-Sport-Disziplinen zu unterstützen, also Computerspiele, die auf Wettkampfebene weniger beliebt sind oder deren Community weniger Spieler umfasst.
Im September 2016 kaufte das US-amerikanische Basketballfranchise Philadelphia 76ers die Mehrheitsrechte von Team Dignitas.

## Auszeichnungen und Erfolge
Im Jahr 2006 wurde das Battlefield-2-Team von Geeksnet.org zum Battlefield-2-Team des Jahres gekürt. Das World-in-Conflict-Team von Team Dignitas wurde für den eSports Award 2007 zum „eSport Team of the Year“ nominiert. Dem Counter-Strike:-Source-Team wurde Ende 2008 von Cadred.org der „Team of the Year“-Award verliehen.
Im Frühling 2009 gelang es sowohl dem Call-of-Duty-4 als auch dem Team-Fortress-2-Team drei Mal in Folge den ersten Platz in den monatlichen europäischen Cadred.org Top-10 zu erreichen.
Zu den größten Erfolgen von Team Dignitas gehört der erste Platz des niederländischen TrackMania-Spielers Freek „XeNoGeaR“ Molema auf dem Electronic Sports World Cup 2007 ($10.000) und der zweite Platz im darauffolgenden Jahr, das Gewinnen des Enemy-Territory:-Quake-Wars-Turniers auf der Quakecon 2007 ($22.000), der erste Platz des britischen Command-&-Conquer-3-Spielers Shaun „Apollo“ Clark auf den World Cyber Games 2007 ($12.000) sowie der Sieg der CPL World Tour 2007 in World in Conflict.
Auch 2008 konnten die World Cyber Games gewonnen werden, diesmal vom deutschen Command-&-Conquer-3-Spieler Pascal „Dackel“ Pfefferle ($10.000). Außerdem gewann Dignitas mehrere Male die deutsche ESL Pro Series in den Supported-EPS-Disziplinen Battlefield 2 und Command & Conquer 3. Des Weiteren sicherte sich Team Dignitas, bestehend aus Ryan „Hydra“ van Buiten, Christopher „Kalimist“ Ioannou sowie Thomas „Flyn“ Kogler auf den Intel Extreme Masters ($10.000) in der Rubrik World of Warcraft den 2. Platz. In StarCraft II konnte der Schwede Johan „NaNiwa“ Lucchesi den 1. Platz bei der Major League Gaming in Dallas sichern sowie den 2. Platz bei der TSL3 ($7000).
Das League-of-Legends-Team konnte sich 2012 für die Riot Season 2 World Championship qualifizieren, schied dort jedoch in der Gruppenphase aus. Seit 2013 spielt das Team der League Championship Series.
In seiner Counter-Strike: Global Offensive-Abteilung hatte Team Dignitas 2013 ein britisches Team unter Vertrag, welches die Organisation aber nicht zu überregionalen Erfolg führte. Wesentlich mehr Aufmerksamkeit erreichte das dänische Roster rund um Peter „dupreeh“ Rasmussen. Dieses erreichte das Halbfinale sowohl bei der EMS One Katowice 2014 und bei der ESL One Cologne 2014. Nach einem dritten Platz auf Winter-X-Games 2015 wurde Team SoloMid auf die fünf Dänen aufmerksam und verpflichtete das Roster. Team Dignitas musste sich nach einem neuen Quintett umsehen und verpflichtete wiederum ein dänisches Team rund um Henrik „FeTiSh“ Christensen und Phillip „aizy“ Aistrup, welche bereits 2014 für die britische Organisation spielten.
Februar 2015 verpflichtete Team Dignitas mit den ehemaligen SK-Prime-Spielern ein europäisches Team, das sich zuvor für die Challenger Series qualifiziert hatte. Dort wurde der 5. Platz erreicht, da man trotz des 4. Platzes in der Ligaphase wegen zwei minderjährigen Spielern nicht an den Playoffs teilnehmen konnte. Nach Spielerwechseln erreichte Team Dignitas EU im Summer Split sowohl in der Ligaphase als auch in den Playoffs den ersten Platz, womit sich das Team für die europäische LCS qualifizierte. Weil einer Organisation jedoch nur der Besitz eines LCS-Teams erlaubt ist, muss Dignitas vor dem Beginn des nächsten Splits eines der beiden Teams verkaufen.
Am 18. September 2016 gab Team Dignitas die Auflösung des TrackMania-Teams bekannt.
Bei den Weltmeisterschaften 2019 in Rocket League erreichte man den 4. Platz.

## Team Dignitas in den Medien

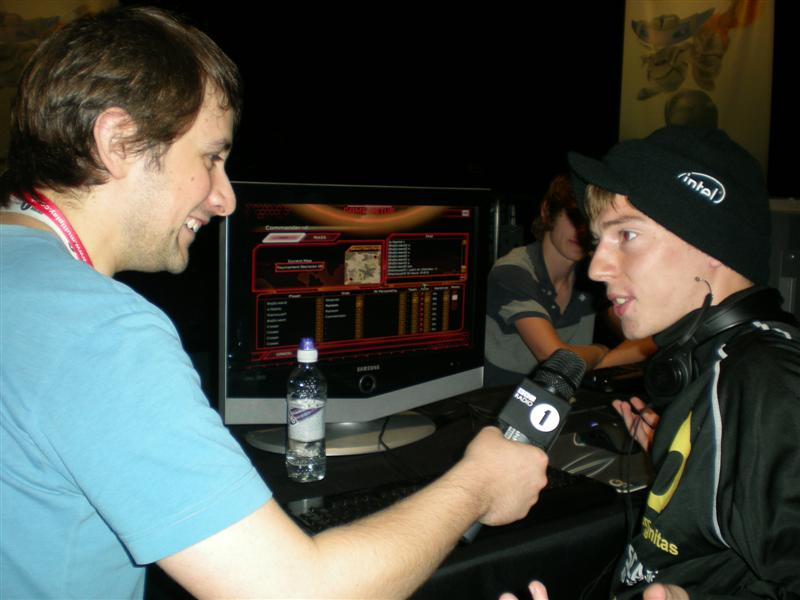
Apollo wird von BBC Radio 1 interviewt

Team Dignitas hatte diverse Auftritte in überregionalen sowie lokalen Medien. Während des Electronic Sports World Cup 2007 hielt der Clan ein Online-Tagebuch über das Abschneiden des Teams auf der BBC-Website. Zwischen Dezember 2007 und Februar 2008 war der dänische FIFA-Spieler Jonas „IstvaN“ Salomonsen diverse Male im dänischen Fernsehen zu sehen, unter anderem im Programm der Sender DR1 und DR2.
Im März 2008 wurde der britische Spieler David „Zaccubus“ Treacy in den BBC-Nachrichten gezeigt, wo er nach seiner Meinung zum Spiel Manhunt 2 befragt wurde. Im August 2008 veröffentlichte der Dignitas-Hauptsponsor Intel ein Video über Treacy auf der Unternehmenswebsite. Nach Gewinnen der World Cyber Games 2008 genoss der deutsche Spieler Pascal „Dackel“ Pfefferle Interesse deutscher Medien wie zum Beispiel von der Badischen Zeitung.
2013 wurde in einer Reportage über League of Legends im Format „Real Sports with Bryant Gumbel“ von HBO der Dignitas-Spieler William Li („scarra“) porträtiert.

## Wichtige aktive und ehemalige Spieler

### Counter-Strike: Global Offensive
Ehemalige Lineups
Vereinigtes Königreich
- Somprasert „som“ Haddow (März 2013 – Aug. 2013)
- Tom „vertiGo“ Rockliffe (März 2013 – Aug. 2013)
- James „PEZ“ Perrott (März 2013 – Aug. 2013)
- Henry „HenryG“ Greer (Mai 2013 – Aug. 2013)
- Benjamin „BenkofK“ Pratt (Juli 2013 – Aug. 2013)
- George „hudzG“ Hoskins (März 2013 – Apr. 2013)
- Joshua „steel“ Nissan (März 2013 – Juli 2013)

1. Dänisches Team
- Nicolaj „Nico“ Jensen (Jan. 2014 – Sep. 2015)
- Henrik „FeTiSh“ Christensen (Feb. 2014 – März 2015)
- Peter „dupreeh“ Rasmussen (Feb. 2014 – Jan. 2015)
- Finn „Karrigan“ Andersen (Dez. 2014 – Jan. 2015)
- Andreas „Xyp9x“ Højsleth (Feb. 2014 – Jan. 2015)
- Nicolai „device“ Reedtz (Feb. 2014 – Jan. 2015)

2. Dänisches Team
- Phillip „aizy“ Aistrup (Mai 2014 – Okt. 2014, Jan. 2015 – Nov. 2015)
- Jacob „Pimp“ Winneche (Jan. 2015 – Nov. 2015)
- Andreas „schneider“ Lindberg (Sep. 2015 – Okt. 2015)
- Markus „Kjaerbye“ Kjærbye (Jan. 2015 – Mai 2016)
- Jesper „TENZKI“ Mikalski (Okt. 2015 – Juli 2016)
- Kristian „k0nfig“ Wienecke (Nov. 2015 – Dez. 2016)
- Mathias „MSL“ Lauridsen (März 2015 – Dez. 2016)
- René „cajunb“ Borg (Feb. 2014 – Mai 2014, Okt. 2014 – Jan. 2015, Mai 2016 – Dez. 2016)
- Emil „Magiskb0Y“ Reif (Juli 2016 – Dez. 2016)

Skandinavisches Team
- Patrik 'f0rest' Lindberg (bis Mitte 2022)
- Adam 'friberg' Friberg (bis Mitte 2022)
- Ludvig 'HEAP' Alonso (bis Mitte 2022)
- Jonas 'Lekr0' Olofsson (bis Mitte 2022)
- Håkon 'Hallzerk' Fjærli (bis Mitte 2022)

### Heroes of the Storm
| Nat.                   | Name                          | Position |
| ---------------------- | ----------------------------- | -------- |
| Vereinigtes Konigreich | Joshua „Snitch“ Bennett       | Flex     |
| Schweden               | Vilhelm „POILK“ Flennmark     | Carry    |
| Schweden               | Jonathan „Wubby“ Gunnarsson   | Off Lane |
| Danemark               | Kenn Øster „Zaelia“ Rasmussen | Support  |
| Frankreich             | Jerome „JayPL“ Trinh          | Tank     |

### League of Legends
| Nat.               | Name                      | Position   |
| ------------------ | ------------------------- | ---------- |
| Australien         | Jett Michael „Srtty“ Joye | Top Lane   |
| Philippinen        | Jade „Sheiden“ Libut      | Jungle     |
| Korea Sud          | Kim „Keine“ Joon-cheol    | Mid Lane   |
| Vereinigte Staaten | Frank „Tomo“ Lam          | AD-Carry   |
| Australien         | Jonah „Isles“ Rosario     | Support    |
| Korea Sud          | Nam „Lira“ Tae-yoo        | Substitute |

ehemalige Spieler (Auswahl)
nordamerikanisches Team

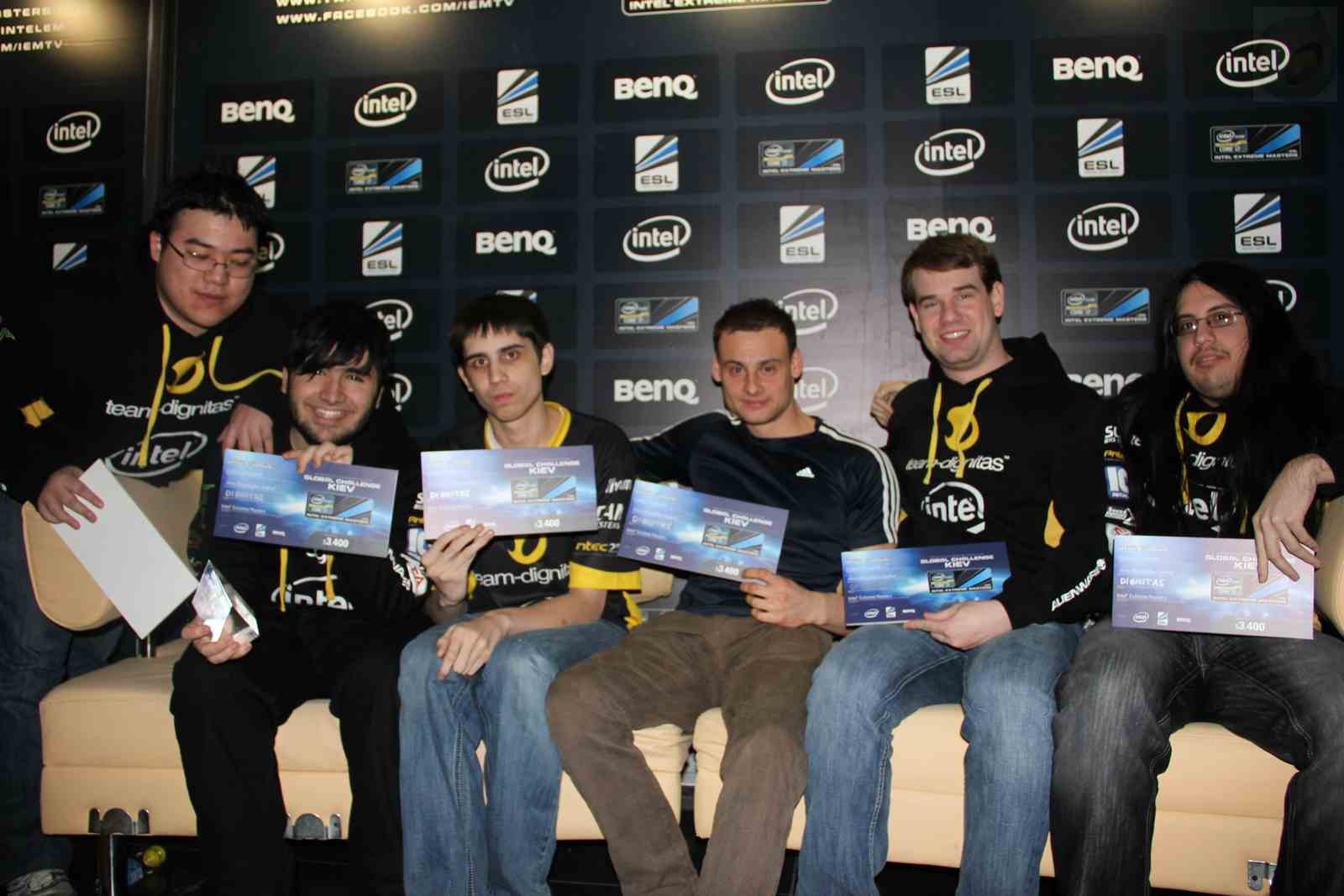
Dignitas-LoL-Team (2012)

- Alberto „Crumbzz“ Rengifo (Jungle, Mai. 2012 – Feb. 2015)
- William „Scarra“ Li (Sep. 2011 – Mar. 2014)
- Michael „Imaqtpie“ Santana (Sep. 2011 – Okt. 2014)
- Patrick „L0cust“ Miller (Sep. 2011 – Jul. 2012)
- Joe „Voyboy“ Esfahani (Sep. 2011 – Mai 2012)
- Joshua „Jatt“ Leesman (Sep. 2011 – Dez. 2011)
- Jordan „Patoy“ Blackburn (Jul. 2012 – März 2014)
- Christian „I Will Dominate“ Rivera (Jan. 2012 – Dez. 2012)
- Darshan „ZionSpartan“ Upadhyaha (Mai 2014 – Okt. 2014)
- Noh „Gamsu“ Yeong-jin (Top, Dez. 2014 – Nov. 2015)
- Shin „Helios“ Dong-jin (Jungle, Jun. 2015 – Nov. 2015)
- Danny „Shiphtur“ Le (Mid, Mai. 201 – Mai 2016)
- Jo „Core JJ“ Yong-in (AD, Dez. 2014 – Nov. 2015)
- Alan „KiWiKiD“ Nguyen (Support, Dez. 2012 – Apr. 2016)

europäisches Team
- Martin „Wunderwear“ Hansen (Top, Feb. 2015 – Okt. 2015)
- Dennis „Obvious“ Sørensen (Jungle, Apr. 2015 – Okt. 2015)
- Chres „Sencux“ Laursen (Mid, Feb. 2015 – Okt. 2015)
- Kasper „Kobbe“ Kobberup (ADC, Feb. 2015 – Okt. 2015)
- Nicolai „Nisbeth“ Nisbeth (Support, Apr. 2015 – Okt. 2015)
- Erih „Voidle“ Sommermann (Support, Feb. 2015 – Apr. 2015)

### StarCraft 2
- Jesper „Bischu“ Johansson (Protoss, Dez. 2010 – Feb. 2013)
- Johan „NaNiwa“ Lucchesi (Protoss, Jan. 2011 – Sep. 2011)
- Jeffrey „SjoW“ Brusi (Terraner, ??? 2010 – Aug. 2012)
- Kristoffer „TargA“ Marthinsen (Zerg, Mai 2013 – Jan. 2014)
- Ryoo „SeleCT“ Kyung-hyun (Terraner, Aug. 2010 – ???)

### TrackMania
| Teil des Teams zum Zeitpunkt der Auflösung - Tim „Spam“ Lunenburg - Carl Antoni „Carl Jr.“ Cloutier - Thomas „Pac“ Cole - Jonathan „Jonnoo“ Holmes - Henri „Insane“ Kyynäräinen - Fredrik „Bergie“ Bergmann | ehemalig (Auswahl) - Jesper „KarjeN“ Karjalainen - Patrick „Mandioka“ Sousa - Dennis „Massa“ Lotze |